# Canoagem nos Jogos Pan-Americanos de 2007 - K-2 500 m feminino
A competição de K-2 1000 metros feminino foi um dos eventos da canoagem nos Jogos Pan-Americanos de 2007, realizado no Estádio de Remo da Lagoa no dia 28 de julho. 16 atletas disputaram a prova.

## Medalhistas
| Ouro   | CAN Kia Byers e Marie-Christine Schmidt |
| Prata  | CUB Yulitza Meneses e Lianet Álvarez    |
| Bronze | VEN Ladymar Hernández e Eliana Escalona |

## Resultados
Com apenas oito equipes, o K-2 500 metros para mulheres consistiu de apenas uma fase com os três primeiros colocados conquistando medalhas.
| Pos.   | Atletas                                           | Tempo    |
| ------ | ------------------------------------------------- | -------- |
| Ouro   | CAN Kia Byers e Marie-Christine Schmidt           | 1m57s411 |
| Prata  | CUB Yulitza Meneses e Lianet Álvarez              | 1m58s389 |
| Bronze | VEN Ladymar Hernández e Eliana Escalona           | 1m59s057 |
| 4      | MEX Carla Salinas Martínez e Anca Ionela Mateescu | 1m59s953 |
| 5      | ARG Fernanda Lauro e Marcela Codarin              | 2m00s513 |
| 6      | CHI Fabiola Zamorano e Karen Roco                 | 2m02s015 |
| 7      | USA Lauren Austin e Katie Hagler                  | 2m06s181 |
| —      | BRA Ariela Pinto e Naiane Pereira                 | DNF      |

Legenda
| Recorde mundial                  | Recorde mundial (World record)               |                       | Recorde africano                      | Recorde africano (African) |                                           | Q | Classificado por posição (Qualified) |
| Recorde dos Jogos Pan-Americanos | Recorde pan-americano (Pan-American record)  | Recorde da América    | Recorde da América (Americas)         | q                          | Classificado por melhor tempo (Qualified) |   |                                      |
| Melhor marca do ano              | Melhor marca do ano (World leading)          | Recorde asiático      | Recorde asiático (Asian)              | DNS                        | Não largou (Did not start)                |   |                                      |
| Recorde nacional                 | Recorde nacional (National record)           | Recorde europeu       | Recorde europeu (European)            | DNF                        | Não terminou (Did not finish)             |   |                                      |
| Recorde pessoal                  | Recorde pessoal do atleta (Personal best)    | Recorde da Oceania    | Recorde da Oceania (Oceania)          | DSQ / DQ                   | Desclassificado (Disqualified)            |   |                                      |
| Recorde da temporada             | Recorde da temporada do atleta (Season best) | Recorde sul-americano | Recorde sul-americano (South America) | NM                         | Sem marca (No mark)                       |   |                                      |